# New Warriors
I New Warriors sono un gruppo di supereroi dei fumetti creati da Tom DeFalco (testi) e Ron Frenz (disegni), pubblicato dalla Marvel Comics. La loro prima apparizione risale a The Mighty Thor (prima serie) n. 411.
La squadra originale era composta da Night Thrasher, Nova, Speedball, Namorita, Marvel Boy, Silhouette e Firestar ed ha ottenuto una serie regolare nel maggio del 1990 per i testi di Fabian Nicieza e i disegni di Mark Bagley.

## Storia editoriale
Sull'onda del suo successo sono stati pubblicati vari spin-off dedicati ai protagonisti, prima della conclusione della serie nel 1996 con il numero 75.
Nel 1999 c'è stato un tentativo di revival da parte dello scrittore Jay Faerber durato solo 10 numeri. Nel cast ai classici Namorita, Nova e Speedball si univano Turbo (membro di riserva nella serie precedente), Bolt (già apparso sugli X-Men) e Aegis (personaggio creato ex novo)
Nel 2005 i New Warriors sono stati protagonisti di una miniserie scritta da Zeb Wells e disegnata da Scottie Young. I protagonisti erano Night Thrasher, Speedball, Nova e Namorita, affiancati dai nuovi personaggi Microbe e Debrii.

## Storia del gruppo
I New Warriors furono creati da Dwayne Michael Taylor alias Night Thrasher, per affiancarlo nella sua lotta al crimine. Usando le sue risorse economiche della Fondazione Taylor per finanziare il gruppo, egli ingaggiò giovani supereroi in erba come Richard Rider alias Nova, il telecineta Vance Astrovik detto Marvel Boy (successivamente Justice) e Angelica Jones ovvero Firestar.
Durante la loro prima battaglia, avvenuta contro l'ex araldo di Galactus Terrax si unirono a loro anche l'atlantidea Namorita e il maldestro Robbie Baldwin alias Speedball. I New Warriors divennero così il primo gruppo di supereroi adolescenti, a cui in seguito si unirono personaggi come la silenziosa Silhouette,  Chord, il forzuto Rage e il potente Darkhawk.
Tra alti e bassi il gruppo sopravvisse fino ai giorni nostri, con diversi cambi di formazione, fino a quando non acconsentirono a partecipare ad un reality show che riprendeva in diretta le loro imprese.

### Civil War
Fu proprio per alzare gli ascolti che il gruppo attaccò in maniera sconsiderata e avventata un gruppo di evasi rifugiatosi in una casetta di periferia, a Stamford; in questo modo causarono l'esplosione del criminale Nitro che causò la morte di centinaia di persone, tra cui molti bambini di una scuola adiacente, che ha scatenato gli eventi narrati in Civil War.
L'ultima incarnazione del gruppo, con l'eccezione di Speedball (sopravvissuto grazie ai suoi poteri) e Nova (che non era presente), è stata annientata da Nitro nella strage di Stamford, mentre altri ex- membri del team, come ad esempio Rage, Debrii, Slapstick, Justice, Silhouette e Timeslip sono stati traditi da Hindsight Lad (Carlton Lafroyge), che inventa un sito internet fittizio (destroyallwarriors.com), dove svela le identità segrete dei suoi compagni di squadra.
She-Hulk giunse in soccorso dei Warriors superstiti facendo arrestare Lafroyge, mentre Aegis (un New Warrior della serie del 1999) viene aiutato a sfuggire allo S.H.I.E.L.D. da Jamie Madrox.
Firestar, invece, decide di ritirarsi dall'attività eroica, non volendo registrarsi ma nemmeno vivere da fuggiasca. Il suo ex-ragazzo, Vance/Justice, invece, aderì ai ribelli guidati dal suo idolo Capitan America.

### L'Iniziativa
Dopo la fine di Civil War, si è formato un nuovo gruppo di New Warriors contrario la registrazione, perlopiù formato da mutanti che hanno perso i loro poteri come Jubilee, Jono Starsmore (Chamber) e Barnell Bohusk (ex Becco, ora Blackwing).
Il leader e finanziatore del gruppo è il nuovo Night Thrasher, la cui identità è segreta ma sembra essere in realtà il fratello del primo Thrasher, morto a Stamford: Thrasher ha sopperito alla mancanza dei loro poteri fornendogli dei costumi artificiali che gli conferiscono abilità sovraumane.
Durante un combattimento contro la banda criminale chiamata lo Zodiaco, il team perderà Longstrike, tuttavia deciderà di rimanere unito anche di fronte a tale tragedia, continuando a vivere in clandestinità.
Altri membri del gruppo hanno invece aderito all'Iniziativa dei 50 stati, divenendo reclute del Camp Hammond, il centro di addestramento per supereroi dove, tra gli insegnanti, vi è anche l'ex New Warrior Justice. Gli istruttori del campo usano il termine "New Warrior" in maniera dispregiativa, chiamando in questo modo le reclute che non s'impegnano e che non raggiungono risultati; ciò ha offeso molto gli ex membri del gruppo come Rage o Slapstick, che ritengono oltraggioso verso gli ex compagni morti.
Degli altri membri fondatori, Nova ha preferito ritornare nello spazio per occuparsi delle conseguenze post-Annihilation, mentre Robbie Baldwin è divenuto un membro dei Thunderbolts, col nome di "Penance".

### Contro l'Alto Evoluzionario
In seguito un nuovo gruppo di New Warriors, si formò in modo casuale a causa del progetto dell'Alto Evoluzionario di eliminare tutti gli esseri dotati di superpoteri. La nuova squadra è formata da Justice, Speed Ball, Sun Girl, Ragno Rosso, Colibrì, Nova, Serpe d'Acqua ed Haechi (gli ultimi due alla loro prima apparizione).

## Altri media
Nel 2018 sarebbe dovuta debuttare su Freeform la serie televisiva Marvel's New Warriors, co-prodotta da Marvel Television e ABC Signature Studios. Questa versione dei New Warriors è formata da Squirrel Girl, Mister Immortal, Night Thrasher, Speedball, Microbe e Debrii. Nel luglio 2017 venne annunciato il cast principale della serie, composto da Milana Vayntrub nel ruolo di Squirrel Girl, Derek Theler come Mister Immortal, Jeremy Tardy come Night Thrasher, Calum Worthy nei panni di Speedball, Matthew Moy come Microbe, Kate Comer nel ruolo di Debrii e Keith David in quello di Ernest Vigman. Nel 2019 viene confermato che la produzione della serie è stata abbandonata in quanto la serie, dopo i ripensamenti di Freeform, non è riuscita a trovare un nuovo canale.